# هنري تومسون (لاعب كريكت)
هنري تومسون (4 يونيو 1854 - 19 يوليو 1899) (بالإنجليزية: Henry Thomson)‏ هو لاعب كريكت بريطاني.

## وصلات خارجية
- هنري تومسون (لاعب كريكت) على موقع إي آس بي آن كريك إنفو (الإنجليزية)